# Maurice Bunau-Varilla
Pour les articles homonymes, voir Bunau-Varilla.
Maurice Jules Bunau-Varilla, né le 18 septembre 1856 à Paris où il est mort le 1er août 1944, était un homme d'affaires et un patron de presse français, directeur du Matin, devenu un journal collaborationniste et antisémite pendant l'occupation allemande.

## Biographie
Il crée avec son frère Philippe une société chargée de relancer le canal de Panama, faisant fortune à l'occasion du scandale dans lequel il est impliqué. Il investit ensuite dans le quotidien Le Matin dont il devient actionnaire majoritaire. Il entre au conseil d’administration du journal le 28 décembre 1899, puis en devient le président le 23 décembre 1901.
Grâce à une stratégie qui s'appuie sur la publicité, le tirage du Matin passe de 285 000 exemplaires en 1902 à 1 million d'exemplaires en 1913. À la tête du journal, Bunau-Varilla soutient une ligne politique qui évolue en fonction de ses intérêts personnels. Radical et laïc, il s'oriente vers le nationalisme et l'anti-parlementarisme. Sa maquette met en valeur les titres accrocheurs et les articles agressifs. En 1917, le journal atteint 1,6 million d’exemplaires[réf. nécessaire]. Soutenant Raymond Poincaré, il s'oppose à Clemenceau et soutient les régimes totalitaires qui apparaissent en Europe[réf. nécessaire].
Ses ventes diminuent alors de manière spectaculaire. Entre 1918 et 1939, elles passent de plus d'un million à moins de 320 000 exemplaires. Bunau-Varilla poursuit cependant la même ligne politique, tandis qu'il ne cesse de promouvoir, depuis le début des années 1920, le Synthol, érigé en « remède-miracle » . Il attaque le Front populaire et le gouvernement Daladier, approuve les ligues d’extrême droite, l’Italie fasciste et témoigne progressivement de sa sympathie à l'égard du régime de Hitler. En témoignent quelques lignes reproduites à la page 74 de Mon journal après la Libération, de Jean Galtier-Boissière, patron du Crapouillot. Dans une lettre retrouvée par les rédacteurs du Populaire, Bunau-Varilla écrivait : "Aujourd'hui, de plus en plus persuadé que je suis de l'avenir heureux de la France grâce à votre grand Führer, je sens que l'année qui vient verra apparaître une démonstration effective de la vie heureuse des peuples de l'Europe nouvelle." Galtier-Boissière ironise en disant que l'occupant trouvait que Bunau-Varilla "affichait ses sentiments pro-allemands de façon trop prononcée" et qu'il était "plus hitlérien qu'Hitler". 
Après la défaite de juin 1940, Bunau-Varilla et son journal deviennent collaborationnistes. Il meurt le 1er août 1944. Le Matin cesse de paraître le 17 du même mois. Impliqué dans la politique éditoriale du journal, Guy Bunau-Varilla, fils de Maurice, est condamné aux travaux forcés à perpétuité en janvier 1946.
Maurice Bunau-Varilla avait épousé Sonia de Brunhoff, fille naturelle de Moritz von Haber et d'Ida de Brunhoff, sœur d'Ida (épouse de Philippe Bunau-Varilla) et de l'éditeur Maurice de Brunhoff (père de Michel et Jean de Brunhoff).

## Sources
- Les papiers personnels de Maurice Bunau-Varilla sont conservés aux Archives nationales sous la cote 18AR : Inventaire du fonds 18AR
- Magali Lacousse, Les Sources d’archives relatives aux journaux et aux journalistes dans les fonds d’archives privées (séries AB XIX, AP, AQ, AR, AS) XVIIIe – XXe siècles, p. 24, IV. Les Journalistes dans la série AR (Archives de presse) [4]
- Claude Bellanger, Jacques Godechot, Pierre Guiral, Fernand Terrou (dir.), Histoire générale de la presse française, Paris, Presses universitaires de France, 1969, tomes 3-4.